# Reef HQ
Reef HQ est un ancien aquarium australien consacré aux récifs de corail situé à Townsville, dans le Queensland. Ouvert en juin 1987, il a fermé en février 2021 et devrait être remplacé par un nouvel aquarium en 2026.